# 阿森纳足球俱乐部
阿森纳足球俱乐部（英語：The Arsenal Football Club），暱稱炮兵，是一家英国英格兰的职业足球俱乐部，主场位于北伦敦霍洛韦的阿联酋航空足球场（Emirates Stadium，又被译作“酋长球场”）。阿森纳参加英格兰足球联赛的最高级别——英格兰足球超级联赛。该俱乐部共赢得13次頂級聯賽冠軍（包括一次不败夺冠）、创纪录的14次足總盃冠军、2次联赛杯冠军、17次社區盾冠军、足球联赛百年纪念奖杯、1次欧洲优胜者杯冠军和1次國際城市博覽會盃冠军。
兵工廠成立於1886年12月1日，起初的名字為戴爾廣場足球會（Dial Square FC）。1893年，球會加入英格蘭足球聯賽系統，成為首支加入的南部球會。1904年，阿森纳首次升級至甲組聯賽，於聯賽累積的分數為第二多。1913年，兵工廠歷史上首次，亦是唯一一次降班。6年後，球會重回頂級聯賽後一直停留至今，成為停留於頂級聯賽最長時間的英格兰球會。1930年代，兵工廠贏得多項主要錦標，包括5次聯賽冠軍和2次足總盃冠軍，在第二次世界大戰結束後，球會亦贏得2次聯賽冠軍和1次足總盃冠軍。兵工廠於1970-71賽季成功贏得聯賽和足總盃冠軍，首次成為雙料冠軍。1989年至2005年間，球會贏得5次聯賽冠軍和5次足總盃冠軍，包括於1997-98賽季和2001-02賽季成為雙料冠軍。2003-04賽季，兵工廠更以不敗的成績奪得當屆聯賽冠軍。球會於20世紀的聯賽平均排名是所有英格蘭球會之冠。
領隊赫爾伯特·查普曼贏得兵工廠首個本土比賽的冠軍，兵工廠的球衣設計、球衣號碼的使用、球場泛光燈的使用、以及兵工廠當年比賽使用的「WM陣式」皆是他的貢獻，可惜的是他英年早逝。阿爾塞納·溫格則是球隊史上執教時間最長的主教練，亦是贏得最多冠軍的領隊，他打破了英格蘭聯賽多項紀錄，包括最長連勝紀錄、最長不敗紀錄，和英格蘭顶级聯赛歷史上唯一一支整个赛季38场比赛不敗的球隊。1913年，球會遷移主場至北倫敦的海布里球場，成為地理上最接近熱刺足球俱樂部的球會，因此之后每年雙方的比賽被稱作北倫敦德比。2006年，阿森纳将主場搬遷至新落成的酋長球場。

## 歷史

### 早年時期：1886年-1925年

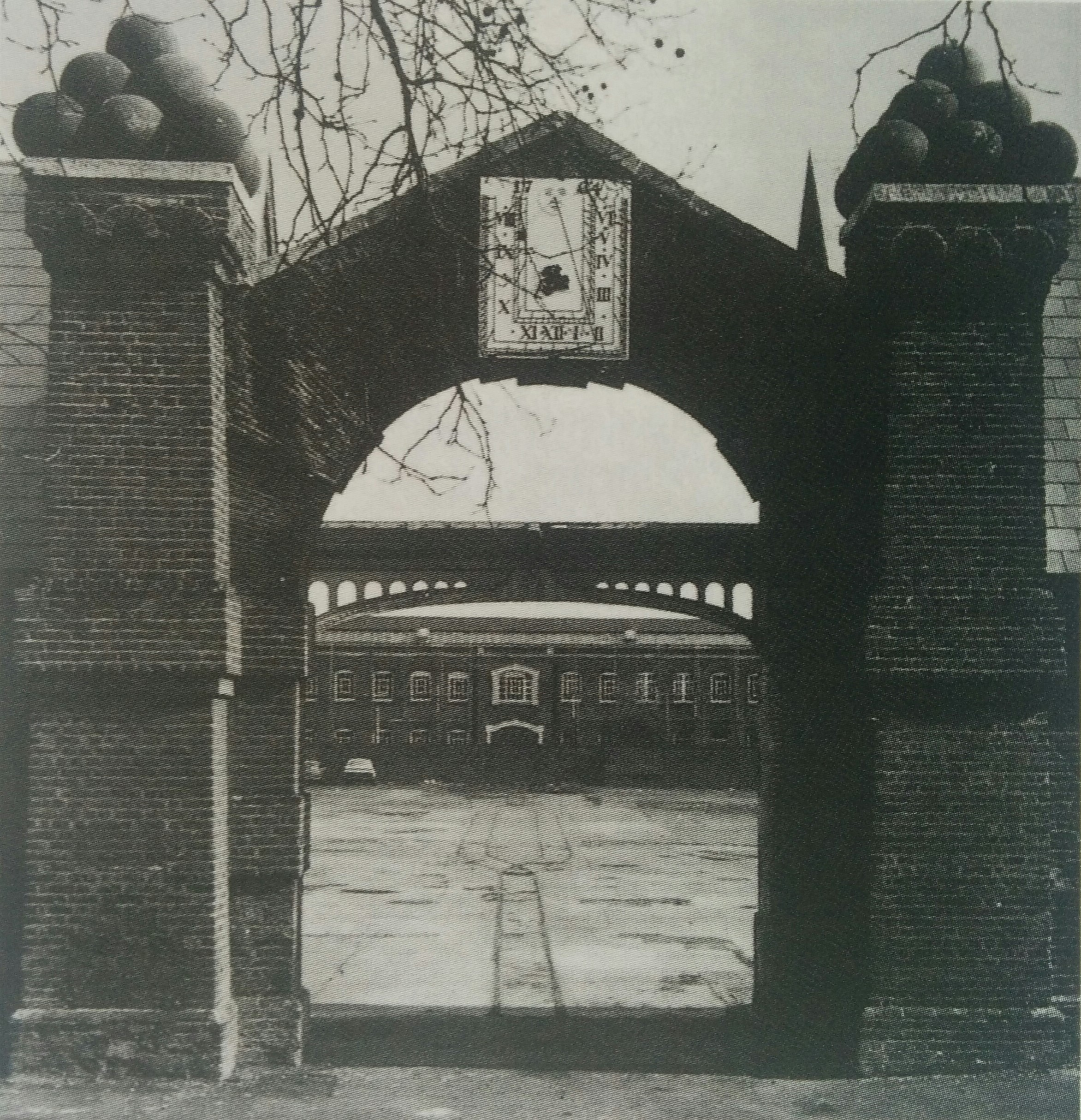
戴爾廣場

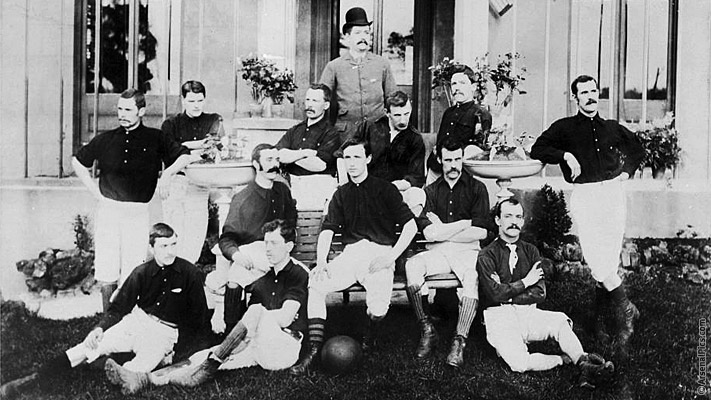
1888年皇家阿森纳的陣容

1886年12月1日，位於伍利奇武器製造所皇家兵工廠的工人成立了一間球會，初時命名為“戴爾廣場足球俱樂部”（Dial Square FC），兩個月後改名作「皇家兵工廠」（Royal Arsenal）。球會以倫敦南部作基地，在普林斯迪公地（Plumstead Common）進行主場比賽，其後移師至曼諾球場作賽。皇家兵工廠於1890年和1891年贏得一些獎盃。
1893年，皇家兵工廠改名為伍利奇兵工廠（Woolwich Arsenal），轉型為職業球會，並獲賽會邀請參加乙組聯賽，成為南部首支參加聯賽的球隊，更於1904年升班至甲级。可是，因為球會地理位置偏遠，難以吸引大量球迷入場，結果球會於1910年差點破產，幸得商人亨利·諾里斯注資才避過一劫。他亦希望能將球隊搬至別處，增加收入。1913年，伍利奇兵工廠降班至乙組聯賽，同年正式遷至北倫敦的高貝利球場。同时，球队放弃名字中的“伍利奇”，改名为“阿森纳”（直译为“兵工厂”）。
1919年，兵工廠爭議性地升回甲組聯賽。。當年賽會把甲組參賽球隊擴展至22隊，排名甲組第十九位的車路士獲准留級，剩下的一席位原應從甲組第二十位的托定咸熱刺或乙組排第三位的班士利中挑選一隊，但乙組排名第5名的阿森纳獲賽會選擇升班，理由為球會具有歷史價值、球隊長期在足球聯賽服務、以及首支加入聯賽的南部足球隊。有指球會主席亨利·諾里斯爵士透過枱底交易才達成目的。在遷至高貝利球場後，因入場人數倍增，球會收入亦顯著提高。

### 查普曼時期至戰後時期：1925年-1953年

從1893年至2016年的兵工廠聯賽排名

1925年，兵工廠聘請哈德斯菲爾德的領隊赫爾伯特·查普曼帶領球隊。於5年間，他建立了一隊全新的兵工廠，委任湯·韋迪加作為球隊的訓練員 、把球隊的陣式改為「WM陣式」、購入大衛·積克、艾迪·夏普特和基夫·巴斯廷等球員，其中大衛·積克的轉會費更打破當時的紀錄。在領隊查普曼帶領下，1930年兵工廠首奪英格蘭足總盃冠軍，亦贏得了1930-31賽季及1932-33賽季兩屆甲組聯賽冠軍。

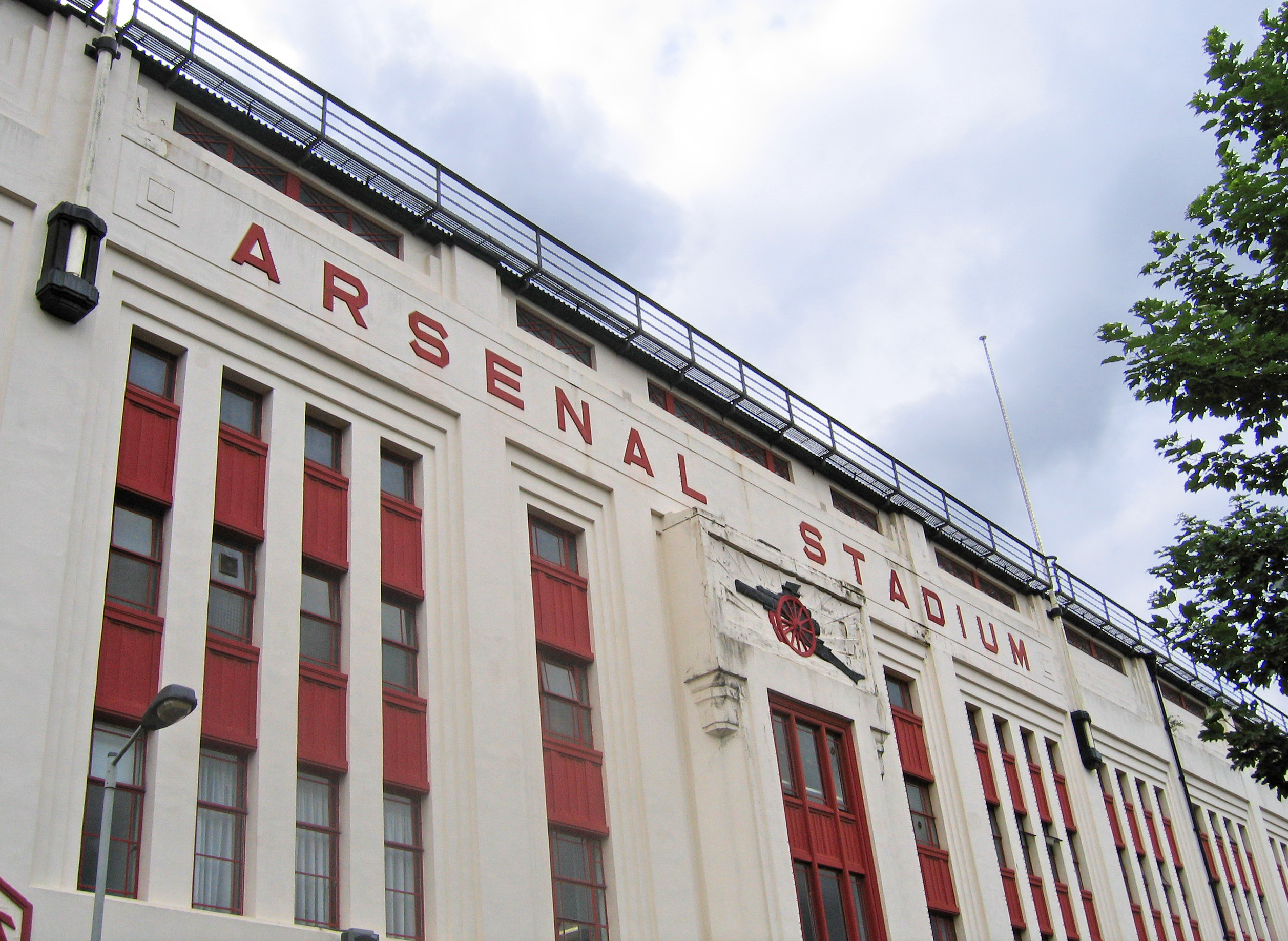
查普曼建成的高貝利球場東看台

查普曼對兵工廠貢獻良多，除了採用有號碼印在背面的球衣和更改了球衣的顏色，在紅色的球衣加上白色袖子外，他亦成功爭取將當地原名基利士比路的地鐵站改名為阿仙奴站和建成了具有裝飾藝術運動色彩的東看台，並為球場加入泛光燈。可惜的是，查普曼於1934年1月因肺炎去世。接任教練職位的祖·梳爾和佐治·阿里臣成功為兵工廠贏得1933-34賽季、1934-35賽季以及1937-38賽季三屆甲組聯賽冠軍，亦贏得1936年的足總盃冠軍。
第二次世界大戰時，所有英國的足球賽事暫停了7年。於戰後，時任領隊湯·韋迪加成功奪得1947-48賽季的甲組聯賽冠軍，與新特蘭並列，成為當時英格蘭獲得頂級聯賽冠軍數目最多的球會之一；成為1952-53賽季的聯賽冠軍後，兵工廠更打破了紀錄，以7次成為獲得最多聯賽冠軍的球隊。但是，第二次世界大戰奪去了兵工廠9個球員的生命，於眾列強中影響最深。維修被戰爭破壞的北看台的債務加重了球隊的財政負擔。

### 錦標荒與復蘇：1953年-1986年

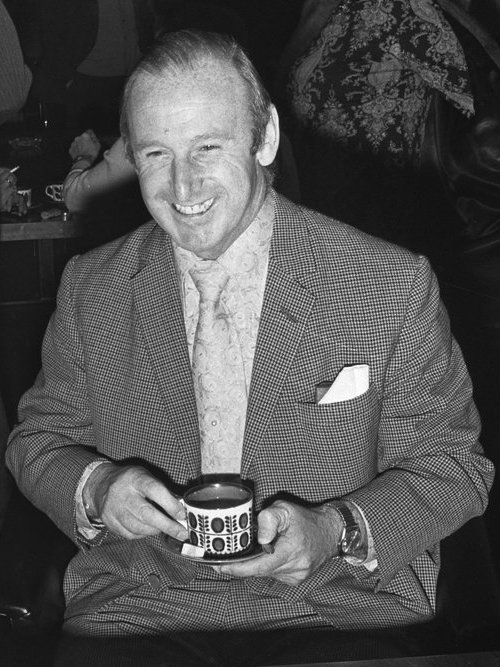
1972年時的畢堤·美

兵工廠在贏得1953年的聯賽冠軍後的18年間，未能贏得主要賽事錦標，皆因1953年的功勳球員開始年老，球會也無力招攬具實力的球員加盟。阿森纳於1950年代至60年代只能在聯賽榜中遊浮浮沉沉。著名教練比利胡禮於1962年至1966年時執教球隊，惟結果也是一樣。
1966年，兵工廠任命球會的物理治療師畢堤·美擔任領隊，他先後帶領兵工廠於1967至68賽季和1968至69賽季打進英格蘭聯賽盃的決賽。到了1970年兵工廠於國際城市博覽會盃決賽次回合，以3比0擊敗了安德列治，收復了首回合落後1比3的劣勢，取得首個歐洲錦標；1971年阿森纳成為球會史上首次「雙料冠軍」，同時贏得聯賽及足總盃冠軍。
前兵工廠球員泰利·尼爾於1976年擔任球隊教練，成為球會最年輕的教練，當時他只有34歲。在簽下了柏·真寧斯後，配合原有的里亞姆·布拉迪等球員，成功連續3年打進足總盃決賽，並在1979年以3比2險勝曼聯，成功奪得足總盃，但球隊在1980年的歐洲盃賽冠軍盃輸給西班牙球會華倫西亞。

### 格拉汉姆時期：1986年-1995年
1986年，名宿喬治·格拉漢姆擔任兵工廠總教练。格拉汉姆於次年聯賽盃決賽中率队以2比1擊敗利物浦，奪取了上任後首項錦標，亦贏得兵工廠首個聯賽盃錦標。1987年，他簽下了尼祖·溫特本、李·迪克逊以及史堤夫·保特，配合原有的托尼·亚当斯，組成了著名的「四大長老」防線。1989年，格拉汉姆帶領兵工廠在联赛最后後一場聯賽于客场补时阶段以2比0擊敗當時雄霸英格蘭球壇的利物浦，从而能够以净胜球优势力压对方，贏得十八年來首個顶级联赛聯賽冠軍。隨後，兵工廠也成功地贏得1990-91賽季的甲組聯賽冠軍，該季兵工廠在38場聯賽中只是失掉18球，全季只敗一場。球會亦贏下了1993年的足總盃及聯賽盃冠軍，以及1994年的歐洲盃賽冠軍盃冠軍。
1995年，兵工廠發生一系列醜聞，先有隊中主力保羅·麥臣公開承認吸毒，及後格拉漢姆被揭發在收購約翰·贊臣及帕爾·利達臣時收受回佣，因而被會方解僱。
而臨時領隊布魯士·李奧治與管理層有爭執，擔任了教練1年便離開球會。

### 温格时期：1996年-2018年

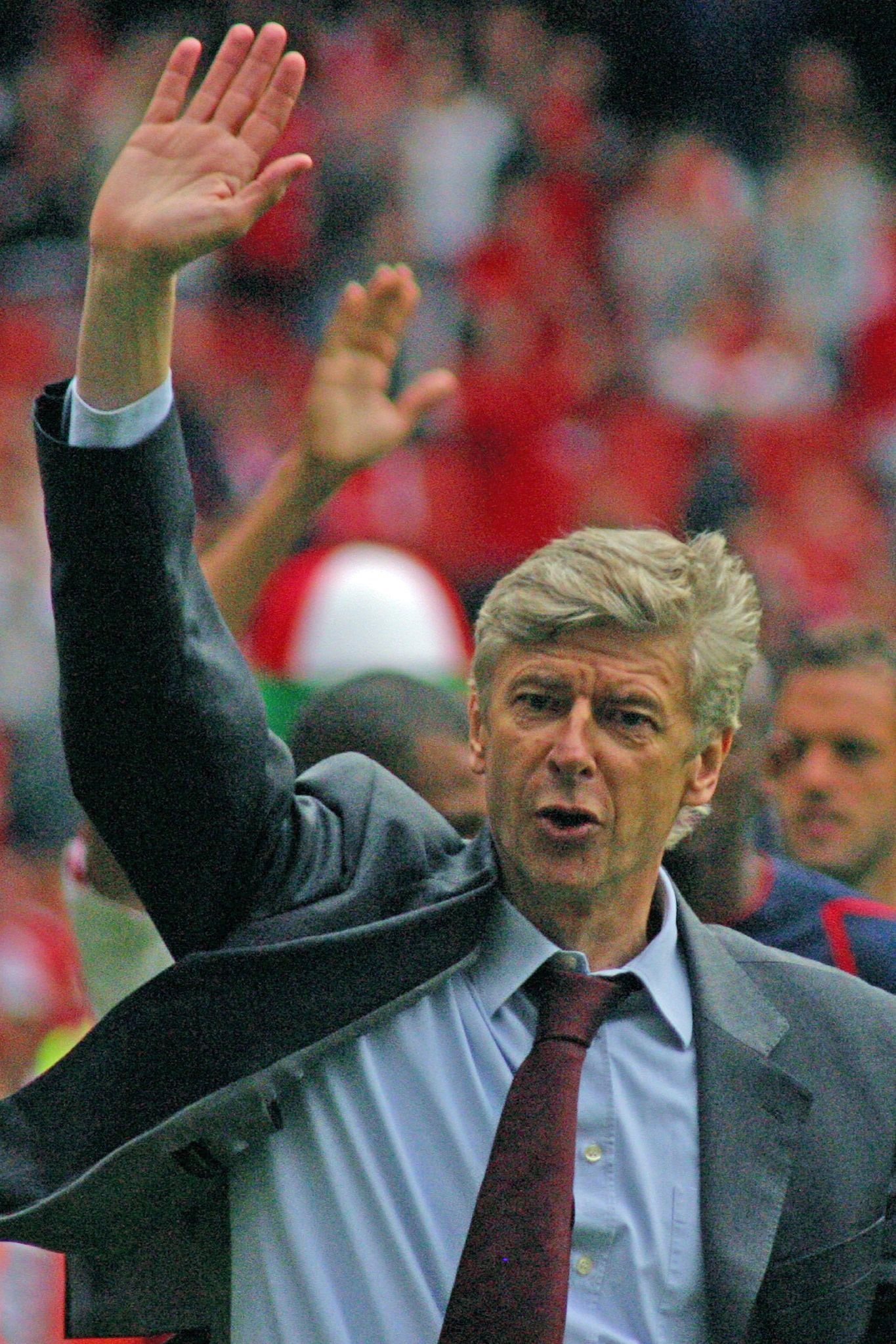
雲加向球迷揮手

自1996年10月起，法國人溫格出任兵工廠主教练。在溫格的領導下，兵工廠的進攻變得華麗，球員的飲食和训练体系有了革命性的改善。 。雖然他在兵工廠的首季沒有取得任何錦標，但最後取得聯賽第三名，與亞軍的紐卡素同分。
1997-1998賽季是兵工廠在英超一個成功的球季，雲加於該季購入、及，攻擊線得以加強，連同一對前鋒、伊恩·胡禮，加上固有的老人防線，令兵工廠得以衝擊當時如日中天的曼聯。賽季初期，兵工廠曾一度被曼聯拋離十多分但少踼幾場。後來兵工廠接連於補賽中勝出，加上曼聯後勁不繼，最後得以壓過曼聯，贏得首個英超冠軍。同時亦獲得足總盃冠軍，成為雙料冠軍。同時，引進了不少技術型球員，以低价买进，再把他們打造为世界级球星，最先是韋拉及奧維馬斯；後來是亨利、龍格堡、皮利斯等。這群球員先於2001-02賽季再度反壓曼聯，再次獲得雙料冠軍；2002-03賽季獲得足總盃冠軍；更在2003-04年賽季以全季38場聯賽保持不敗獲得英超冠軍，成為英超成立至今唯一能保持全季聯賽不敗的球隊。憑著整季38場不敗為基礎，兵工廠更創下了跨賽季連續49場英超比賽不敗的輝煌紀錄。該紀錄在2004-05賽季作客曼聯的比賽中落敗後終止，這個紀錄至今仍未有其他球隊打破。

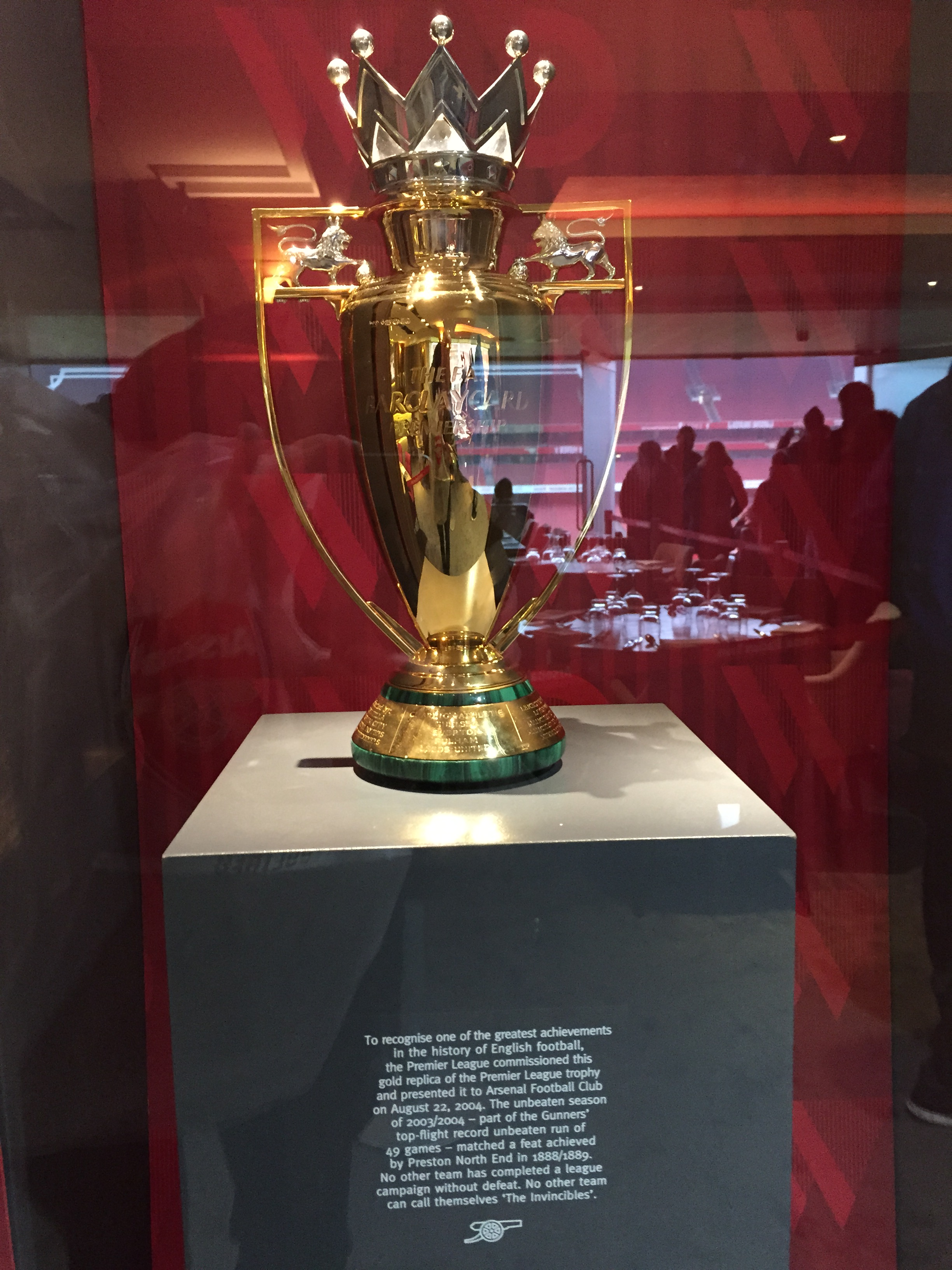
無法複製的榮耀：2003-04賽季聯賽不敗奪冠後，英超官方頒發金獎盃以紀念此成就

於雲加擔任兵工廠領隊的首9個賽季，其中8個是排名聯賽榜首兩位，但始終未曾衛冕成功，主因是兵工廠的兵力常被評為不充足，夏季转会离开球队的球员很多，亨利、紛紛離隊他投。在歐洲賽事方面，兵工廠於2005-06賽季前，從未能進入決賽。在該季，球隊終於闖入了歐洲聯賽冠軍盃決賽，但在決賽中以1比2不敌巴塞隆拿，屈居亞軍。這是在50年間第一次有倫敦球會躋身歐聯決賽。次後連續多年均十六強早早出局。2006年7月，為了增加收入，兵工廠搬遷主場到新建成的酋長球場，而高貝利球場則結束了長達93年的服務生涯，被兵工廠賣出。
在2005年奪得足總盃冠軍後，兵工廠長達9年時間未能奪得任何錦標，更被球迷指責球隊每季的目標只是保持聯賽前四名，確保來季歐洲冠軍聯賽參賽資格而已。直至在2014年，阿森纳在足總盃決賽中以3比2反勝侯城才終止冠軍荒。3個月後的英格蘭社區盾比賽中，阿森纳以3比0大勝曼城，贏得3個月內第2個錦標。2015年，兵工廠再次打入足總盃決賽，對手為阿士東維拉，兵工廠最終以4比0大勝，取得廿年來足總盃決賽最懸殊的比數，成功衛冕。同時，兵工廠以12次奪得足總盃的紀綠，與曼聯並列第一。兵工廠能再次參加社區盾的賽事，由車路士買下門將在社區盾中倒戈，他出色的表現及張伯倫的一箭定江山，以1比0小勝車路士，帶領兵工廠連續兩季奪下社區盾，贏得球會第14次社區盾冠軍，並打破雲加不能擊敗穆里尼奧帶領的車路士的紀錄。雲加再次於2016-17賽季贏得足總盃冠軍，兵工廠在決賽以2比1擊敗切爾西，以13次冠軍成為奪得足總盃冠軍次數最多的球隊，雲加亦成為英格蘭歷史上首位奪得7個足總盃冠軍的教練。。温格再次赢得2017年英格兰社区盾，法定时间1比1平手，打和则直接互射12码以4比1胜出切尔西，也是温格时代最后一个冠军。
可是，兵工廠於2016/17年度英超聯賽只排名第5，是自雲加於1996年成為球隊教練後首次不能帶隊進入聯賽前4名，也是二十一年來首次喪失歐聯參賽資格，亦是自1995年以來聯賽排名首次被北倫敦的死敵熱刺超越。2017/18年球季，兵工廠的表現未見有起色，早早被列強擠出聯賽前四行列，2018年4月20日，温格在阿森纳官方网站上发表声明，将于2017-18赛季后卸任阿森纳主教练一职。而温格最後一季領軍兵工廠僅位居联赛第六名。
雲加最後十年帶領的兵工廠表現常遭球迷咎病，球迷認為雲加每季只保守地以確保聯賽前四名為目標，缺乏爭標野心，導致球隊成績每況踰下。但在及後於2018-19年英超球季，接任雲加為新兵工廠領隊的烏拿·艾瑪利，爆出兵工廠班主於過去十年間完全沒有對球會作出任何投資，兵工廠完全靠球會自負盈虧運作。溫格於過去十年缺乏外在資金支持及面临大量短期債務的情況下，仍能几乎每年領軍進入欧洲冠军联赛并三奪英格兰足总杯冠軍，令過去不少指責雲加領軍不濟的球迷，反過來驚嘆温格的領軍能力。

### 艾瑪利及阿迪達時期：2018年至今
2018年5月23日，西班牙教練烏拿·艾瑪利正式接过兵工廠帥位。於執教的首季，阿森纳於聯賽排名第5，亦打進歐霸盃的決賽。
2019年11月29日，埃梅里於歐霸杯主場不敵法蘭克福1比2的比賽後被解僱。此前，球隊於各項賽事連續七場比賽不勝，於英超聯賽舉行13輪後，與第4名相差8分。一隊助教兼名宿出任臨時領隊一職。
2019年12月20日，前隊長米克爾·阿特塔擔任球队主教练，簽約三年半，他之前曾擔任曼城的助教。球隊於下半季成績有所進步，先後擊敗曼聯及當屆冠軍利物浦，但由於季初失分太多，最後聯賽只排聯賽榜第8名，為球會自1994-95賽季來最差的聯賽排名。同時阿森纳亦在歐霸杯32強敗給奧林比亞高斯出局，失掉來屆歐聯的參賽資格。但在英格兰足总杯方面，兵工廠晉級最後四強，在準決賽以2-0擊敗衛冕球隊曼城晉身決賽，於決賽以2比1擊敗車路士，奪得队史第14座足總盃冠軍，亦令阿森纳可以參與下屆歐霸盃賽事。

#### 2020-2021
兵工廠於社區盾賽事擊敗利物浦，取得阿特塔領軍以來第二個賽事錦標。
歐霸杯亦取得小組賽六戰全勝首名出線三十二強。
兵工廠在首循環的聯賽表現低沉，除了接連敗給利物浦、曼城、熱刺、李斯特城等聯賽前列份子，更敗給般尼及阿士東維拉等中下游球隊，在2020年12月19日兵工廠在第十四周聯賽敗給愛華頓後，兵工廠已經連續八場聯賽不勝，聯賽排名跌至十五位。但之後兵工廠谷低反彈，在「聖誕新年快車期」先後擊敗車路士、白禮頓及西布朗，在完成首循環十九場聯賽後，兵工廠排名回升至十一位。踏入次循環，兵工廠表現反覆，曾擊敗死敵熱刺、李斯特城和車路士三支前列球隊，但卻以0-3大敗給利物浦，以及被阿士東維拉、狼隊和愛華頓擊敗。兵工廠在本季最後五場聯賽取得全勝，令聯賽分數上升至61分，但仍以一分之差落後於北倫敦死敵熱刺，只取得第八名，和上屆聯賽排名相同，無法藉聯賽排名取得來屆歐洲賽資格。
兵工廠在聯賽盃被後來取得冠軍的曼城在半準決賽淘汰，足總盃亦在第四圈被修咸頓淘汰出局，衛冕失敗。
歐霸方面，兵工廠小組賽全勝晉級，並一路打到四強，但在準決賽以總比數1-2不敵由前兵工廠領隊艾瑪利帶領的維拉利爾。歐霸四強止步不但令兵工廠本屆又一次四大皆空，亦令球會近二十五來首次失去所有歐洲賽的參賽資格。

#### 2021-2022
25年來首次無緣歐戰，兵工廠反而作出大幅度的收購，成為夏天轉會窗支出最多的英超球會。惟球隊的表現並沒有得到提升，反而比上季更進一步強差人意。在該球季英超揭幕戰作客對陣74年來首次在頂級聯賽作賽的賓福特賽事中，爆冷以0-2不敵對手。隨後在主場對陣歐聯冠軍車路士以及作客上屆英超冠軍曼城的賽事中，也先後以0-2及0-5落敗，聯賽排名更跌至英超榜末，創下球會史上最差的聯賽開局。不過在2021年9月國際賽期以後，兵工廠的聯賽表現回升，更加在北倫敦打吡戰中以3-1擊敗熱刺，聯賽盃亦打入最後四強。其後球隊成績一直起起伏伏，12月迎來第二次三連敗，2022年1月，聯賽盃準決賽被利物浦打敗，而首場足總盃比賽就被英冠的諾定咸森林淘汰，所有盃賽賽事出局，前鋒奧巴美揚更因多次違反紀律而被奪去隊長一職，冬季轉會窗轉會巴塞隆拿。然而，隨著隊內多名年輕球員逐漸成熟，球隊2月起成績有所進步。雖然到4月球隊接連敗給中游球隊迎來本季第三次三連敗，但其後接連擊敗車路士及曼聯，更粉碎了後者來季的歐聯參賽資格。5月1日，兵工廠在第35輪聯賽作客擊敗韋斯咸，一星期後又在主場擊敗列斯聯，穩坐聯賽榜第四位，領前第五位的熱刺四分，提早鎖定來季歐霸參賽資格，亦非常有機會奪得來屆歐聯入場劵。可惜兵工廠接下來兩場作客賽事先後不敵熱刺及紐卡素，結果被熱刺趕過，在最後一輪聯賽兵工廠雖大勝愛華頓5-1，但仍落後最後一場聯賽亦取得勝利的熱刺兩分，只取得聯賽第五名，失去來季歐聯資格。

#### 2022-2023
兵工廠一改過往在轉會市場上的保守作風，早於2022年6月已作出作購。先是啟動波圖中場法比奧·韋拉的4000萬歐元的違約金，後再從曼城購入前鋒加比爾·捷西斯及中場辛真高。季前熱身賽亦取得佳績，在酋長盃開賽前，挪威國家隊隊長奧迪加特正式被任命為球會隊長。
英超開季首三場，兵工廠分別以2-0、4-2及3-0擊敗水晶宮、李斯特城及般尼茅夫，一改上季三連敗局面，繼2004-2005年度球季之後再次取得開季英超三連勝，亦是本季唯一一支首三輪聯賽取得全勝的球隊。8月27日，兵工廠在主場以2-1反勝富咸。幾天後，兵工廠繼續在主場以2-1擊敗阿士東維拉，英超開賽五連勝。不過，第六周聯賽兵工廠作客曼聯以1-3被擊敗，英超連勝終止。但是兵工廠很快就重回勝軌，先在歐霸盃小組賽第1輪以2-1作客擊敗蘇黎世，相隔一星期多後，兵工廠作客以3-0擊敗賓福特，重新在英超取勝。10月1日，北倫敦打吡戰，兵工廠主場以3-1戰勝死敵熱刺，並打破對方聯賽不敗身，接着，兵工廠歐霸盃小組賽第3輪主場以3-0擊敗波杜基林特，之後在10月9日主場以3-2擊敗另一支勁旅利物浦，然後在歐霸盃小組賽第4輪作客以1-0險勝波杜基林特，再以及英超作客以1-0險勝列斯聯，取得英超四連勝暫列榜首。開季10場聯賽勝出9場，創下球會136年歷史以來最佳的頂級聯賽開季成績。在相隔5天後，兵工廠在歐霸盃小組賽第2輪補賽中主埸以1-0險勝PSV燕豪芬。雖然兵工廠作客修咸頓被逼和以及在歐霸盃小組賽第5輪中作客以0-2被PSV燕豪芬擊敗，令英超榜首優勢縮減至兩分，歐霸盃首名出線的機會也可能會失敗，幸好兵工廠在歐霸盃小組賽第6輪中主場1-0擊敗蘇黎世，取得歐霸盃首名出線，而且世界杯之前兵工廠在聯賽取得三連勝，包括主場5-0擊敗諾定咸森林，作客1-0擊敗車路士和作客2-0擊敗狼隊，令兵工廠在世界杯英超暫停之前，以五分的優勢領先排次名的曼城，暫居聯賽榜首。12月8日，兵工廠在杜拜參與了杜拜超級盃與里昂比賽，並以3-0擊敗對方，取得3分，其後在十二碼環節，以2-1再擊敗對方，取得額外1分。幾天後兵工廠對戰 AC米蘭，並以2-1險勝對方，取得3分，其後在十二碼環節，以4-3再擊敗對方，取得額外1分，以8分成功奪取杜拜超級盃。不過，後來在酋長球場與祖雲達斯的友誼賽中以0-2被對方擊敗。其後英超復賽，兵工廠於主場以3-1反勝韋斯咸，以40分高踞榜首。兵工廠於除夕夜作客面對白禮頓並以4-2擊敗對方，以七分的優勢領先排次名的曼城。1月4日，阿仙奴主場0：0悶和紐卡素。接著在英格蘭足總杯中作客以3-0擊敗牛津聯。1月16日，兵工廠在北倫敦打吡中以2-0作客擊敗熱刺，同時是阿迪達領軍以來首次作客擊敗熱刺，並以八分的優勢領先排次名的曼城。一星期後，阿仙奴以3-2反勝曼聯，成功復仇。不過，兵工廠幾天後於在英格蘭足總杯中以0-1被曼城擊敗。2月4日，兵工廠在聯賽作客以0-1被愛華頓打敗。接連兵工廠於主埸先後以1-1被賓福特逼和，以及1-3被曼城再度擊敗，並一度失去聯賽榜首位置。2月18日，兵工廠作客阿士東維拉並以4-2重新在聯賽中取勝。一星期後，兵工廠以1-0作客小勝李斯特城。幾天後，兵工廠於主場以4-0大炒愛華頓，成功復仇，並再次以五分的優勢領先排次名的曼城。兩天後，兵工廠於主場以3-2反勝般尼茅夫。但3月的歐霸盃十六強次回合，兵工廠在互射十二碼不敵士砵亭，繼2017年後再次於歐洲賽十六強出局。其中後防主力沙列巴及富安健洋在賽事中受傷，為球隊在4月接連失分埋下伏線。4月9日，兵工廠在作客利物浦領先兩球下被逼和2:2，一週後亦在領先下被韋斯咸逼和。其後主場形戰榜尾的修咸頓，因門將藍斯度開賽不久的失誤被對方領先，最後只能逼和3:3。4月27日作客1:4不敵曼城，雖仍領先2分但比曼城多踢2場，爭標形勢變得被動。不過，由於白禮頓同時不敵對手，兵工廠提前取得來季歐聯參賽資格，事隔6年重返歐聯。5月14日，兵工廠主場0-3大敗給布萊頓，一週後亦作客不敵護級球隊諾定咸森林，已確定無緣聯賽冠軍，繼2015-16年球季後再次奪得英超亞軍。

#### 2023-2024
阿仙奴2023年夏天以破俱乐部紀錄的1億英镑從韋斯咸購入中场球员德克蘭·賴斯，之後亦購入了阿贾克斯後防球員尤里安·廷伯及車路士中场球員凯·哈弗茨；另外也自布倫特福德租借門將大衛·拉亞，取代拉姆斯戴爾成為槍手先發門將。由於上赛季英超及足總盃冠軍均為曼城，阿仙奴得以以聯賽亞軍身份出戰該赛季社區盾賽事。阿森纳雖在下半場被先入一球，但補時階段憑莱安德罗·特罗萨德入球扳平，最後在互射十二碼中以4:1擊敗曼城，繼2020年後再奪社區盾。
2023年8月12日，阿仙奴以2:1擊敗諾定咸森林，取得開季首勝，其後球隊一直在聯賽保持穩定成績，與曼城、利物浦形成三足鼎立之勢。10月8日，阿仙奴主場1-0戰勝衛冕軍曼城，為球隊8年來首次在聯賽擊敗曼城。其後球隊戰績有下滑跡象，先後敗給紐卡素及阿士東維拉，足總盃更在第三輪主場敗給利物浦後提早出局。不過踏入2月份，球隊開始反彈，多次以大比數擊敗對手，得失球數字上開始拋離曼城及利物浦。下半季阿仙奴接連擊敗利物浦、曼聯、車路士及熱刺，並作客賽和曼城，整季對陣Big 6球隊不敗，創下近年最佳成績。亦是分別自2006-2007球季及上季，阿仙奴再度在聯賽雙殺宿敵曼聯及熱刺。然而，槍手在4月主場被前領隊埃梅里率領的阿士東維拉完成聯賽雙殺，英超冠軍主導權落回曼城手上。即使其後比賽取得全勝佳績，最終仍以2分之差目送曼城創下英超四連霸的紀錄，繼上季再度屈居聯賽亞軍。不過，阿仙奴在本季取得89分，已是球隊在頂級聯賽第二高紀錄（最高分為2003-2004球季不敗奪冠的90分），同時取得28場勝利亦打破了球隊在2003-2004年球季的26勝紀錄。
歐戰方面，槍手相隔事隔6年重返歐冠，分組賽以5勝1負，15分成績，拿下分組第一名晉級十六強。十六強首回合作客不敵葡超球隊波圖，但次回合憑托沙的入球追平總比分，最終憑互射十二碼，事隔14年再度晉身八強。不過，阿仙奴八強遇上老對手拜仁慕尼黑，首回合主場僅2-2逼和對手，次回合則0-1落敗，總比分2-3止步。

#### 2024-2025
兵工廠於暑假買斷了拉亞，並且補入波隆納後衛卡拉菲歐里與皇家社會中場梅里諾充實陣容深度，持續衝擊英超冠軍與挑戰衛冕者曼城。
兵工廠英超拉出一波開局七連不敗，不過這季除了曼城，還有斯洛特領軍下捲土重來的利物浦，上季還在為保級而戰的諾丁漢森林更化身大黑馬。雖然第五輪作客曼城時對手王牌後腰羅德里整季報銷，不過兵工廠本季同樣飽受傷病困擾。第八到十一輪，兵工廠三個客場僅於切爾西收穫1分，主場2-2打和利物浦，反而是利物浦自第十輪開始正式接管榜首。英超上半程戰畢，兵工廠努力緊跟利物浦，但雙方仍相差6分，而且利物浦少賽1場。
下半程兵工廠持續緊咬不放，然而即便有著主場5-1血洗曼城的大勝，也絲毫沒有影響到利物浦的前進步調。即便利物浦在第十五輪補賽被艾佛頓逼和、第二十九輪先打又被阿斯頓維拉逼和，2場比賽僅獲2分，不過兵工廠也沒能把握機會，反而被回穩的利物浦再度拉開，這也導致他們在國際比賽日回歸後將焦點轉往歐冠。第三十七輪，兵工廠主場1-0戰勝紐卡索聯，鎖定歐冠席次。第三十八輪，槍手客場1-2擊敗爐主南安普頓，74分完賽，隊史與英超第二次三連亞。
聯賽盃方面，兵工廠在四強遭到紐卡索聯雙殺，總比分0-4黯然出局；足總盃方面也在第三輪主場被曼聯拖入PK大戰淘汰。
歐冠方面，兵工廠於聯賽階段取得6勝1和1敗佳績，以第3名之姿直入16強。16強抽籤抽到荷甲勁旅PSV，第一回合客場7-1，主場2-2，两回合總比分9-3過關。8強对手為衛冕軍皇马，第一回合主场3-0，第二回合客场1-2，兩回合總比分5-1雙殺，時隔16年重返歐冠四強。四強再度遭遇聯賽階段对手巴黎聖日耳曼，但是這回兵工廠第一回合主場0-1，第二回合客場2-1，總比分1-3遭到雙殺。

## 英超历年战绩
兵工廠是英格兰足球超级联赛在1992–93賽季賽季成立的創始成員。
在1996–97賽季開始，直到2015—2016賽季兵工廠從未跌出英超前4名、期間三次奪冠（1997-98賽季、2001-02賽季、2003-04賽季）。
2003–04賽季兵工廠以全季38場不敗奪冠，成為本世紀第一隊，亦是英超成立以來至今唯一能創出此紀錄的球隊。
| 賽季       | 排名   | 場數 | 勝  | 和  | 負  | 入球 | 失球 | 積分 | 當年冠軍           |
| ---------- | ------ | ---- | --- | --- | --- | ---- | ---- | ---- | ------------------ |
| 1992—1993  | 第10名 | 42   | 15  | 11  | 16  | 40   | 38   | 56   | 曼聯（84分）       |
| 1993—1994  | 殿军   | 42   | 18  | 17  | 7   | 53   | 28   | 71   | 曼聯（92分）       |
| 1994—1995  | 第12名 | 42   | 13  | 12  | 17  | 52   | 49   | 51   | 布力般流浪（89分） |
| 1995—1996  | 第5名  | 38   | 17  | 12  | 9   | 49   | 32   | 63   | 曼聯（82分）       |
| 1996—1997  | 季 軍  | 38   | 19  | 11  | 8   | 62   | 32   | 68   | 曼聯（75分）       |
| 1997—1998  | 冠 軍  | 38   | 23  | 9   | 6   | 68   | 33   | 78   | （第1次）          |
| 1998—1999  | 亞 軍  | 38   | 22  | 12  | 4   | 59   | 17   | 78   | 曼聯（79分）       |
| 1999—2000  | 亞 軍  | 38   | 22  | 7   | 9   | 73   | 43   | 73   | 曼聯（91分）       |
| 2000—2001  | 亞 軍  | 38   | 20  | 10  | 8   | 63   | 38   | 70   | 曼聯（80分）       |
| 2001—2002  | 冠 軍  | 38   | 26  | 9   | 3   | 79   | 36   | 87   | （第2次）          |
| 2002—2003  | 亞 軍  | 38   | 23  | 9   | 6   | 85   | 42   | 78   | 曼聯（83分）       |
| 2003—2004  | 冠 軍  | 38   | 26  | 12  | 0   | 76   | 26   | 90   | （第3次）          |
| 2004—2005  | 亞 軍  | 38   | 25  | 8   | 5   | 87   | 36   | 83   | 車路士（95分）     |
| 2005—2006  | 殿 軍  | 38   | 20  | 7   | 11  | 68   | 31   | 67   | 車路士（91分）     |
| 2006—2007  | 殿 軍  | 38   | 19  | 11  | 8   | 63   | 35   | 68   | 曼聯（89分）       |
| 2007—2008  | 季 軍  | 38   | 24  | 11  | 3   | 74   | 31   | 83   | 曼聯（87分）       |
| 2008—2009  | 殿 軍  | 38   | 20  | 12  | 6   | 68   | 37   | 72   | 曼聯（90分）       |
| 2009—2010  | 季 軍  | 38   | 23  | 6   | 9   | 83   | 41   | 75   | 車路士（86分）     |
| 2010—2011  | 殿 軍  | 38   | 19  | 10  | 9   | 72   | 43   | 68   | 曼聯（80分）       |
| 2011—2012  | 季 軍  | 38   | 21  | 7   | 10  | 74   | 49   | 70   | 曼城（89分）       |
| 2012—2013  | 殿 軍  | 38   | 21  | 10  | 7   | 72   | 37   | 73   | 曼聯（89分）       |
| 2013—2014  | 殿 軍  | 38   | 24  | 7   | 7   | 68   | 41   | 79   | 曼城（86分）       |
| 2014—2015  | 季 軍  | 38   | 22  | 9   | 7   | 71   | 36   | 75   | 車路士（87分）     |
| 2015—2016  | 亞 軍  | 38   | 20  | 11  | 7   | 65   | 36   | 71   | 李斯特城（81分）   |
| 2016—2017  | 第5名  | 38   | 23  | 6   | 9   | 77   | 44   | 75   | 車路士（93分）     |
| 2017—2018  | 第6名  | 38   | 19  | 6   | 13  | 74   | 51   | 63   | 曼城（100分）      |
| 2018—2019  | 第5名  | 38   | 21  | 7   | 10  | 73   | 51   | 70   | 曼城（98分）       |
| 2019—2020  | 第8名  | 38   | 14  | 14  | 10  | 56   | 48   | 56   | 利物浦（99分）     |
| 2020—2021  | 第8名  | 38   | 18  | 7   | 13  | 55   | 39   | 61   | 曼城（86分）       |
| 2021—2022  | 第5名  | 38   | 22  | 3   | 13  | 61   | 48   | 69   | 曼城（93分）       |
| 2022—2023  | 亞 軍  | 38   | 26  | 6   | 6   | 88   | 43   | 84   | 曼城（89分）       |
| 2023一2024 | 亞 軍  | 38   | 28  | 5   | 5   | 91   | 29   | 89   | 曼城（91分）       |
| 2024—2025  |        | 38   |     |     |     |      |      |      |                    |
| 總计       |        | 1266 | 673 | 294 | 261 | 2199 | 1220 | 2314 |                    |

## 會徽

1888年創會時的會徽
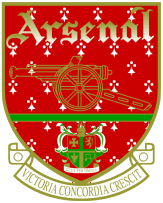
1990年代至2002年所使用的會徽
2011-2012賽季慶祝125週年會徽
2002年至現在

皇家兵工廠於1888年公開首個會徽，會徽有三支指向北面的大炮，與伍利奇都市自治市（Metropolitan Borough of Woolwich）的紋章相似。會徽有時被誤會是煙囪，但獅子頭和炮頭顥示它們是大炮。但當1913年球會搬遷至高貝利球場時，這個標誌被捨棄了。由1922年至1925年，球會採用了單炮頭的標誌，特點是一支指向東面的大炮，和印有球會的綽號「槍手」（The Gunners）。其後，球會會徽上的大炮改為指向西方，並縮窄了炮管。
兵工廠的會徽在1930年代時為一個六角形，由「A」、「C」兩個英文字母組成。這種具有裝飾風藝術風格的會徽為時任領隊赫爾伯特·查普曼所更改，其後落成了高貝利球場東看台亦跟隨這種風格，東看台的主入口和地下皆運用此風格。
於1949年，球會使用一個更現代化的會徽，大炮的圖案風格沒有改變，球會的名字則以哥特體印在大炮上面。球會新採用的會徽亦印有拉丁語座右銘Victoria Concordia Crescit，意思是勝利來自和諧，短句由球會的程序員哈利·荷馬（Harry Homer）所創作。初時，會徽是沒有顏色的，最後變成紅、金和綠色。在1960年代前，球會只會在被受矚目的賽事才會穿上有會徽的球衣作賽，並以花押字印有球會名字的縮寫，例如是英格蘭足總盃的決賽。1967年，球會經常使用一個白色大炮的圖案作為會徽，直至1990年代發佈另一個會徽。
因為會徽經常修改，兵工廠無法申請版權。為了打倒地區街道擺賣阿森纳非官方貨品的商人，球會曾設法申請會徽為商標，亦曾跟擺賣非官方貨品的商人進行訴訟。兵工廠為了擁有更有效的版權保護，因此球會在2002年推出全新會徽，會徽擁有現代化的曲線和簡約的風格，亦有了版權。會徽上的大炮對著東方，球會名字以無襯線字體刻在大炮的上方，會徽亦以深藍色取代了綠色。但部份支持者對新會徽有批評：兵工廠獨立支持者協會（Arsenal Independent Supporters' Association）認為球會對於會徽這種現代化的設計，無視阿仙奴的歷史和傳統，亦沒有和球迷商量便發佈。
在2011—2012年球季兵工廠成立125週年時，球會推出新款球衣慶祝，並在該季採用新設計會徽。新設計的會徽為球會首個會徽與現今會徽的混合體。右方有15片橡樹葉代表15名創會成員在「皇家橡樹酒吧」舉行建會會議；左方15片月桂葉取自6便士硬幣的圖案，為15名創會成員每人支付的建會費用，同時月桂葉亦象徵「力量」；下方「前進」（Forward）是球會首個座右銘；授帶上「1886」及「2011」則代表創會及125週年的年份。

## 顏色
據兵工廠的歷史，他們在主場是鮮紅色球衣帶有白色袖子和短褲，雖然不是經常使用這種配搭。兵工廠在1886年成立不久，曾被諾定咸森林的慈善團體捐款，而該團體的主色是紅色，兵工廠就是因為這樣而選取紅色作主場球衣。而兩名戴爾廣場（Dial Square）創會成員費特·比士利（Fred Beardsley）和摩里斯·巴迪斯（Morris Bates）是前森林球員，搬到伍利奇工作。他們一起加入這支球隊，但球隊沒有球衣，所以比士利和巴迪斯寫信給母會，希望獲得球衣和足球的資助。球衣是紅醋栗色，是一種深濃的紅色，並穿上白色短褲和藍色襪子。
在1933年，赫爾伯特·查普曼要求他的球員們穿著較清晰的衣服，所以更新了球衣，加入白色袖子和將顏色轉淺，使用了英國郵筒那種紅色。白色袖子從何而來則不得而知，但是有两种猜测。一种说法是，查普曼看到看台上的观众把红色的无袖毛衣套在白色衬衫外面；另一种说法则认为他的灵感来自于跟他一起打高尔夫球的漫画家汤姆·韦伯斯特，他有一件类似的外套。红白球衣成为了阿森纳的标志，从此之后，球队一直使用这个颜色组合。只有两个赛季例外。1966-67赛季阿森纳曾穿过全红色， 后来被证明并不受欢迎，于是在后一个赛季改回白色袖子。第二次则是2005—06赛季，阿森纳为了纪念在海布里球场的最后一年，穿上了与1913年（海布里的第一年）相似的红醋栗色球衣。
阿森纳主场球衣的设计，至少影响了另外三家俱乐部。1909年，布拉格斯巴达采用了与当时阿森纳相同的暗红色球衣。 1938年，苏格兰希伯尼安队在他们的绿白间条衫上面采用了阿森纳式的白色衣袖。 1930年代，葡萄牙布拉加竞技队主教练带队在海布里球场打完比赛，回去之后立刻将球队原来的绿色球衣改为与阿森纳完全相同的红衫白袖，球队也由此得到了Os Arsenalistas的绰号。 这些球队的设计一直保持到现在。
阿森纳的传统客场球衣是黄色和蓝色，但1982年到1984年也曾穿过绿色和藏青色的客场球衣。从1990年代早期开始，为了球衣销售市场，客场颜色开始常规性地每年更换。目前一般规则是每赛季的客场球衣都被当作下赛季的第三球衣。通常来说，客场球衣要么是深蓝浅蓝双色，要么是对传统黄蓝双色的某种变化，例如2001-02赛季所使用的金黄、藏青双色 和2005-06赛季、2006-07赛季的黄、深灰双色。阿森纳2008-09赛季第三球衣是白色上衣、红醋栗色短裤和白色、红醋栗色间条球袜，而它就是2007-08赛季的客场队服。
| 年份          | 球衣製造商       | 胸前贊助商 | 袖口贊助商   |
| ------------- | ---------------- | ---------- | ------------ |
| 1930年—1970年 | Bukta            |            |              |
| 1971年—1980年 | 茵寶（Umbro）    |            |              |
| 1981年—1986年 | 茵寶（Umbro）    | JVC        |              |
| 1986年—1994年 |                  | JVC        |              |
| 1994年—1999年 |                  | JVC        |              |
| 1999年—2002年 | Dreamcast / SEGA |            |              |
| 2002年—2006年 | O2               |            |              |
| 2006年—2014年 | Emirates         |            |              |
| 2014年—2019年 | Emirates         | PUMA       |              |
| 2018年-2019年 | Emirates         | PUMA       | 卢旺达旅游局 |
| 2019年—       | Emirates         |            | 卢旺达旅游局 |

## 敵對關係

### 托定咸熱刺

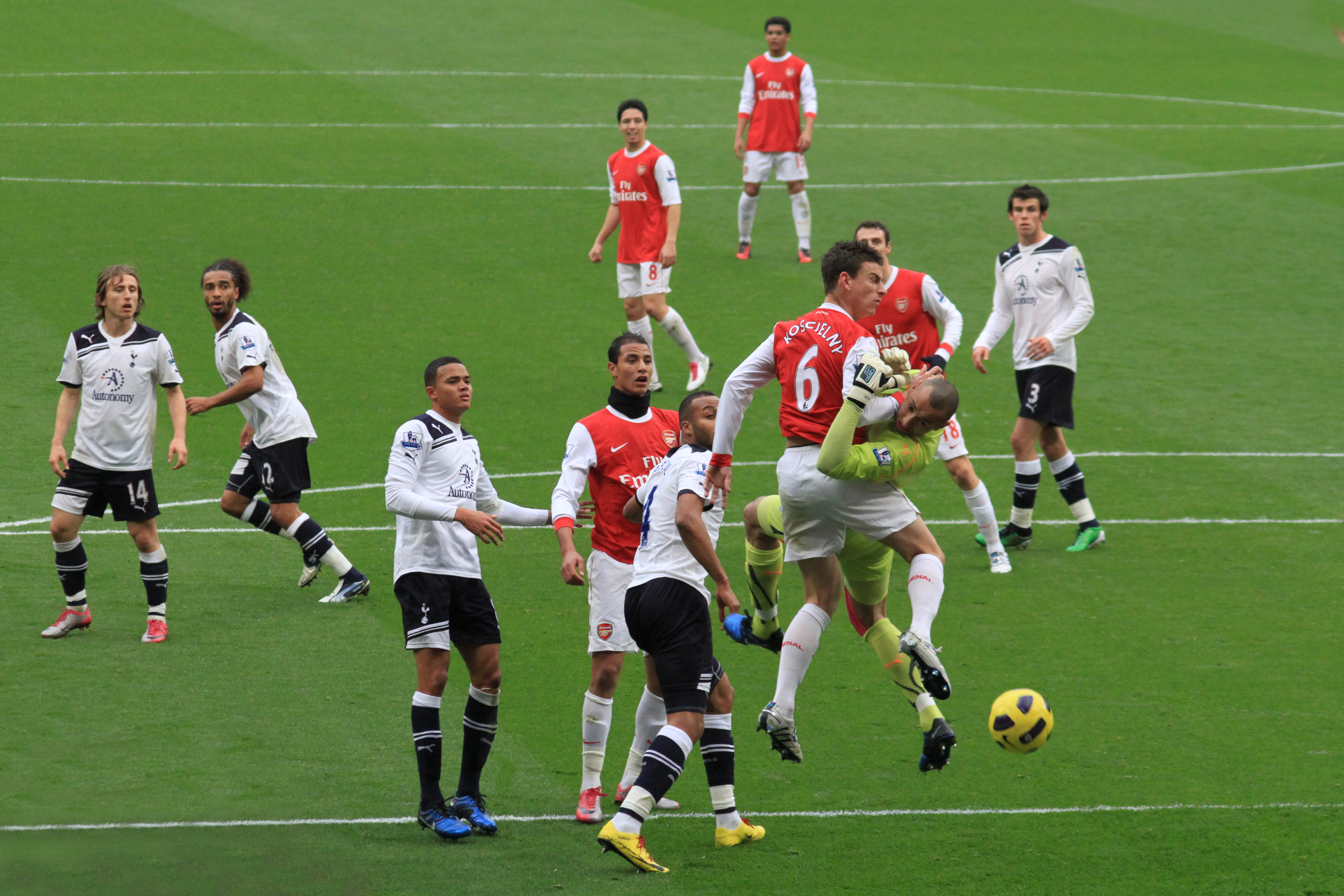
2010年的北倫敦打吡

兵工廠的主要的死敵是托定咸熱刺，源於1887年。
當時兵工廠（當時叫皇家兵工廠）的球員故意遲到，結果由於天很快變黑，雙方的比賽只能提前十五分鐘結束；而在第二回合阿仙奴的主場，他們的球員們卻無一人遲到。儘管熱刺在主場擊敗了兵工廠，但後者在自己主場完整的比賽時間裏同樣獲勝，更重要的是兵工廠在主場獲得了更多的淨勝球。
1919年時，甲組聯賽即將擴充兩隊，排名甲組第十九位，即原本要降級的切爾西獲准留級，剩一席原應從甲組最後一名第二十位的熱刺或乙組排第三位(乙組前兩名已確定升級)的班士利中挑選一隊，但出人意表的是，在乙組排第五位的兵工廠居然獲邀升級，原因竟是因為足總的執委們認為兵工廠「貢獻突出」，而熱刺就這樣糊裏糊塗的被降了級。雖沒有實質證據，謠言仍指稱兵工廠主席亨利·諾里斯爵士（Sir Henry Norris）利用枱底交易才達成目的。
正如其他敵對球隊，兩隊的球迷雖然可能一同工作或是鄰居好友，但仍因擁護的球隊而互相攻訐及戲謔；球員一旦轉投敵會，將如過街老鼠遭受以前的球迷大喝倒采，例子有從熱刺加盟阿仙奴的蘇甘保及從兵工廠輾轉轉會至熱刺的艾迪巴約。

### 曼聯
兵工廠和曼聯的敵對關係從1990年代開始建立，因為英超和足總盃基本是由兩軍所壟斷，所以雙方在一個球季中的兩次交手通常會影響整個球季聯賽的冠軍歸屬。1990年代尾和2000年代初兵工廠與曼聯的比賽，經常充滿火藥味，以兩隊的前隊長帕特里克·维埃拉和罗伊·基恩在場上的直接對抗最為人熟識。雙方的比賽中，經常發生爭執與混亂場面，例如2003年的「奧脫福大戰」和2004年的「自助餐大餐」等。和轉投死敵熱刺一樣，球員大多會被以前的球迷喝倒采、咒罵，最著名的例子為兵工廠轉投曼聯的罗宾·范佩西及阿莱克西斯·桑切斯。

### 切爾西
當大家只看重其他打吡（例如北倫敦打吡）时，這兩支倫敦領頭球隊的球迷已在1930年代开始对立。而近期兵工廠和切爾西打吡战更成为当今重要打吡战之一，車路士在千禧年的冒起，两支球队已在英格兰球坛上争斗。据2003年12月的一项英国一个球迷人口普查发现，兵工廠球迷第三討厭的球队为切尔西，仅次于曼联和热刺、切爾西球迷亦视兵工廠为他们主要对手，在之前他们亦视热刺和富咸为其主要对手。

## 球場

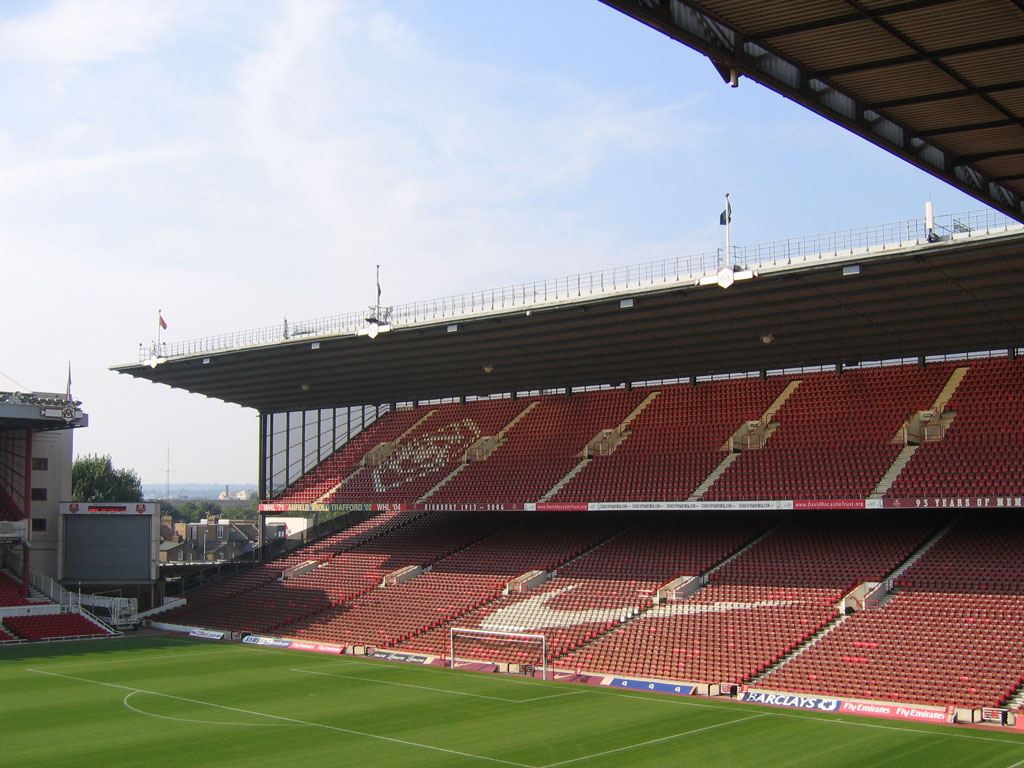
高貝利球場的北看台。

兵工廠在成立初期於曼諾球場作賽。1890年至1893年，曾短暫遷至恩域塔球場。初期的曼諾球場只是一片草地，直至1893年9月，兵工廠首次踢聯賽時，便增加了看台和座位。除了1894-95賽季外，他們在曼諾球場作賽了20年，直至1913年才搬往高貝利球場。
高貝利球場，正式名字為阿仙奴球場（Arsenal Stadium），從1913年至2006年5月為兵工廠的主場球場，由著名的建築師阿奇巴尔·雷奇所設計。和大部份倫敦的球場設計相近，高貝利球場只得一個有蓋看台，其餘三邊都是露天的。在1930年代，球場進行了巨大翻新工程，有新装饰艺术运动風格的西看台和東看台，分別於1932年和1936年重開。此外，在二戰被炸毀的北看台亦於1954年重開，並新建了一個上蓋。

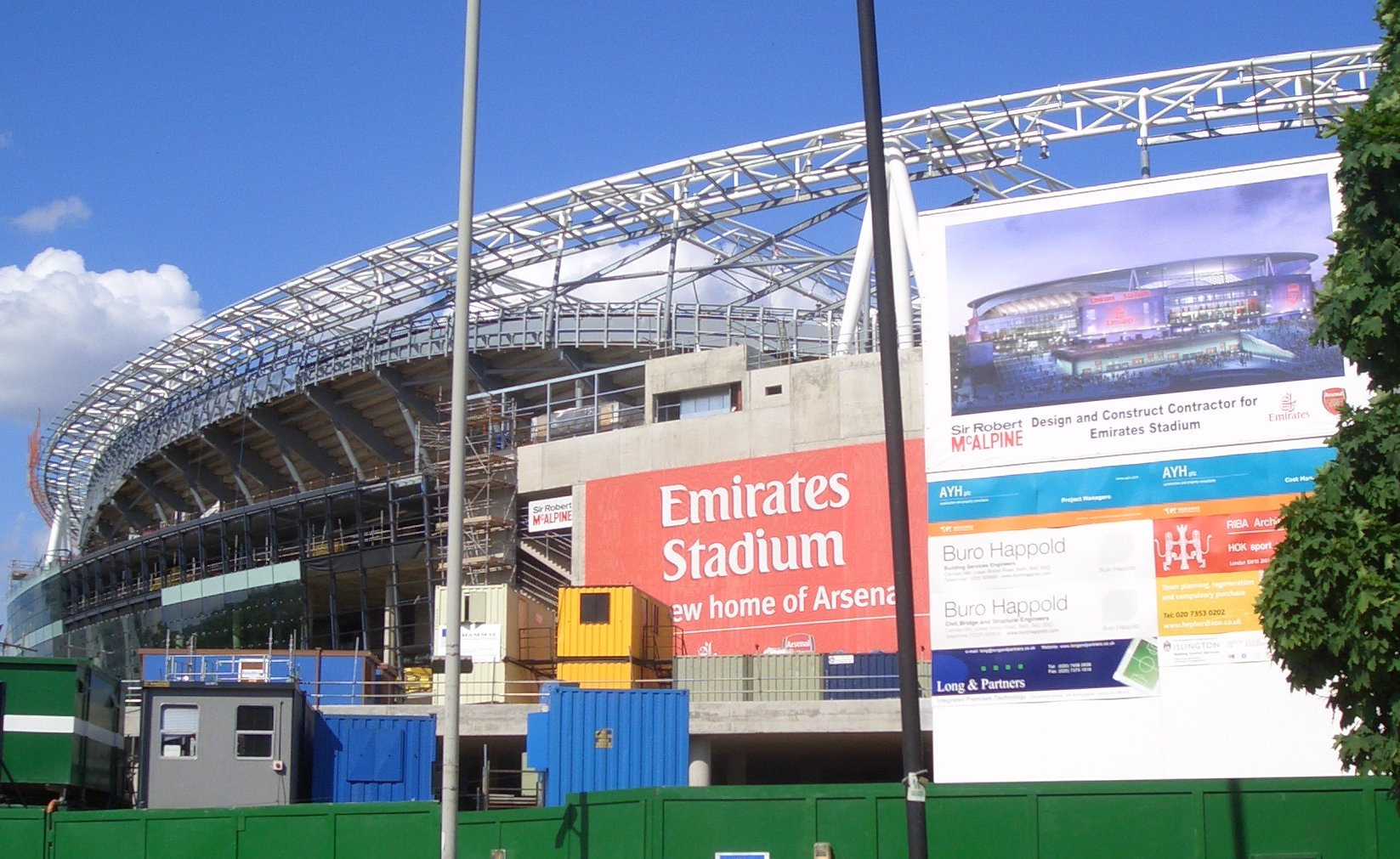
建築中的酋长球场

高貝利球場在高峰期時可容納超過60,000名觀眾，1990年代初期仍能容納57,000名觀眾。發生了希爾斯堡慘劇後，按照「泰萊報告」和英超賽會的規定，兵工廠必須在1993—94賽季前，將高貝利球場改為全座位，球場容納人數縮減至38,419個。在歐聯比賽舉行時，球會必須再減少座位數目，以提供足夠空間放置廣告板。所以在1998-99賽季和1999-00賽季，兵工廠於舊溫布萊球場作賽，因它能容納超過70,000名球迷。
高貝利被禁止擴建，因為東看台被列為第二級歷史建築，另外的三個看台均非常接近住宅區。這些限制阻礙了球會在1990年代至2000年代早期增加比賽日的收入，令球隊不能應付球壇的迅速發展。考慮過多個解決方案後，兵工廠決定於1999年11月宣布興建新球場，選址為高貝利附近的阿什伯頓，和高貝利球場只有500米的距離。但因成本上升，球場的工程受延誤，於2006-07賽季才能正式啟用。因阿森纳与阿拉伯联合酋长国的阿联酋航空签下价值约1亿欧元的合约，新球场被命名为“阿联酋航空足球场”（Emirates Stadium，又被翻译为“酋长球场”）。但有部份球迷反對球場以企業命名，於是他們繼續使用場地的舊名稱「阿什伯頓」，而非「酋長球場」。酋長球場的名稱將最少使用至2028年。

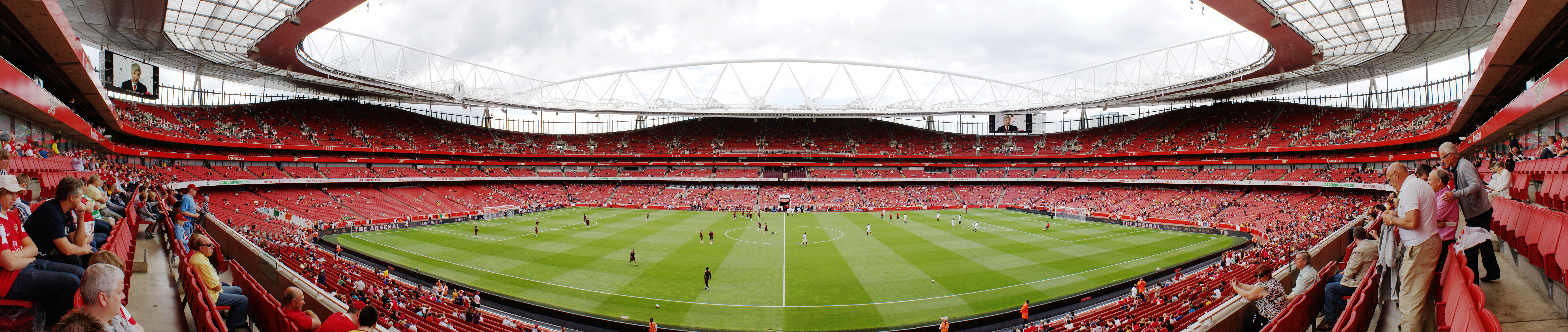
酋長球場的東看台。

## 訓練設施

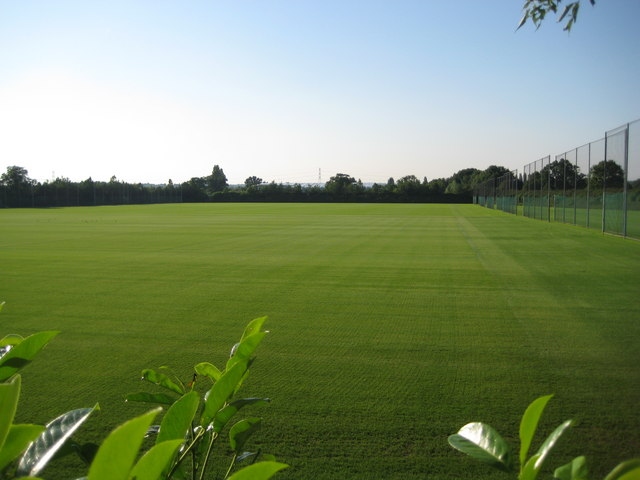
高爾尼訓練基地

兵工廠的訓練基地位於俱樂部設在倫敦高爾尼内，於1999年開始使用，價值超過1000萬，主要供一隊及青年隊所使用。訓練基地的面積為0.58平方公里，這裏共有十塊草地，每塊草地都有地下排水道和自動灑水系統，其中兩块為供暖草场。訓練基地中的設施包括復康中心配备了訓練和復康中心、物理治療和按摩设备、水療中心。其它设施还包括會議室、籃球場、壁球場、更衣室、及教练办公室。
於2015年3月，兵工廠宣佈計劃重新發展訓練基地，計劃擴建主體大樓、建造一間球員表現室和訪客、教育及媒體中心，預計於2017-2018賽季完工。

## 擁有權
阿森纳董事会的最大股东是美国体育巨擘斯坦·克罗恩克。克罗恩克从2007年开始发起购买阿森纳股份的第一笔交易。
2018年8月克罗恩克透過屬下的「克羅恩克運動企業」（Kroenke Sports Enterprises）收購乌兹曼诺夫所持股份，使其持股量超越90%，並需進行全面收購。
伊萬·加齊迪斯在2009年-2018年担任兵工廠的行政總栽。

## 球會榮譽
| 榮譽                    | 次數        | 年度 |
| 本 土 聯 賽             | 本 土 聯 賽 | 本 土 聯 賽 |
| ----------------------- | ----------- | --- |
| 英格蘭足球超級聯賽 冠軍 | 3           | 1997-1998年、2001-2002年、2003-2004年 |
| 甲組聯賽（頂級） 冠軍   | 10          | 1930-1931年、1932-1933年、1933-1934年、1934-1935年、1937-1938年 1947-1948年、1952-1953年、1970-1971年、1988-1989年、1990-1991年                                                    |
| 本 土 盃 賽（夺冠年份） |             | |
| 英格蘭足總盃 冠軍       | 14 （记录） | 1929-1930年、1935-1936年、1949-1950年、1970-1971年、1978-1979年 1992-1993年、1997-1998年、2001-2002年、2002-2003年、2004-2005年 2013-2014年、2014-2015年、2016-2017年、2019-2020年 |
| 英格蘭聯赛盃 冠軍       | 2           | 1986-1987年、1992-1993年 |
| 慈善盾/社區盾 冠軍      | 17          | 1930年、1931年、1933年、1934年、1938年 1948年、1953年、1991年*、1998年、1999年 2002年、2004年、2014年、2015年、2017年 2020年、2023年 *並列                                         |
| 歐 洲 賽 事 (夺冠年份)  |             | |
| 國際城市博覽會盃 冠軍   | 1           | 1969-1970年 |
| 冠軍                    | 1           | 1993-1994年 |

- 國內雙冠王：3
  - 1970-71賽季、1997-1998賽季、2001-2002賽季
- 2003-2004賽季，英格蘭超級聯賽全季不敗戰績；2002-2003賽季(2場)、2003-2004賽季(38場)、2004-2005賽季(9場)，合共連續49場不败
- 2005-2006賽季，歐聯十場995分鐘不失球纪录

## 球員名單（2025–2026賽季）
1. 球員位置及編號根據阿森纳官方網站 （页面存档备份，存于）。
2. 國籍圖標根據國際足協的參賽資格定義，但球員可能會持有多於一個非國際足協定義的國籍。
3. 粗體字為新加盟球員（青年隊提升不計）。
4. 者為傷患球員。
5. 2025年夏季轉會窗（英语：List of English football transfers summer 2025）：6月1日至10日，6月16日至9月1日。

### 現役球員
| 號碼  | 國籍   | 球員                     | 位置             | 年齡  | 加盟年份 | 前屬球會   | 轉會費    |
| 門 將 | 門 將  | 門 將                    | 門 將            | 門 將 | 門 將    | 門 將      | 門 將     |
| ----- | ------ | ------------------------ | ---------------- | ----- | -------- | ---------- | --------- |
| 1     |        | （David Raya）           | 門將             | 29    | 2023     | 布伦特福德 | 2,700萬鎊 |
| 13    | 西班牙 | （Kepa Arrizabalaga）    | 門將             | 30    | 2025     | 車路士     | 500萬鎊   |
| 31    |        | （Karl Hein）            | 門將             | 23    | 2019     | 青年隊     | 不適用    |
| 後 衛 |        |                          |                  |       |          |            |           |
| 2     |        | （William Saliba）       | 中堅             | 24    | 2019     | 聖伊天     | 2,700萬鎊 |
| 3     | 西班牙 | （Cristhian Mosquera）   | 中堅             | 21    | 2025     | 華倫西亞   | 1,300萬鎊 |
| 4     |        | （Benjamin White）       | 右閘／中堅       | 27    | 2021     | 布赖顿     | 5,000萬鎊 |
| 6     |        | （Gabriel Magalhães）    | 中堅             | 27    | 2020     | 里爾       | 2,300萬鎊 |
| 12    |        | （Jurrien Timber）       | 右閘             | 24    | 2023     | 阿積士     | 3,420萬鎊 |
| 15    |        | （Jakub Kiwior）         | 中堅             | 25    | 2023     |            | 2,200萬鎊 |
| 17    |        | （Oleksandr Zinchenko）  | 左閘             | 28    | 2022     | 曼城       | 3,000萬鎊 |
| 33    | 義大利 | （Riccardo Calafiori）   | 左閘／中堅       | 23    | 2024     | 博洛尼亚   | 3,800萬鎊 |
| 49    |        | （Myles Lewis-Skelly）   | 左閘             | 18    | 2024     | 青年隊     | 不適用    |
| 中 場 |        |                          |                  |       |          |            |           |
| 8     |        | （Martin Ødegaard）      | 進攻中場／正中場 | 26    | 2021     | 皇家马德里 | 3,000萬鎊 |
| 16    | 丹麦   | （Christian Nørgaard）   | 防守中場         | 31    | 2025     | 布伦特福德 | 1,000萬鎊 |
| 21    |        | （Fábio Vieira）         | 進攻中場         | 25    | 2022     |            | 3,000萬鎊 |
| 22    |        | （Ethan Nwaneri）        | 進攻中場／右翼   | 18    | 2022     | 青年隊     | 不適用    |
| 23    | 西班牙 | （Mikel Merino）         | 正中場           | 29    | 2024     | 皇家蘇斯達 | 2,700萬鎊 |
| 28    |        | （Albert Sambi Lokonga） | 正中場／防守中場 | 25    | 2021     | 安德列治   | 1,720萬鎊 |
| 36    | 西班牙 | （Martín Zubimendi）     | 防守中場         | 26    | 2025     | 皇家蘇斯達 | 5,600萬鎊 |
| 41    |        | （Declan Rice）          | 正中場／防守中場 | 26    | 2023     | 韋斯咸     | 1億鎊     |
| 前 鋒 |        |                          |                  |       |          |            |           |
| 7     |        | （Bukayo Saka）          | 右翼             | 23    | 2018     | 青年隊     | 不適用    |
| 9     |        | （Gabriel Jesus）        | 中鋒／右翼       | 28    | 2022     | 曼城       | 4,500萬鎊 |
| 11    |        | （Gabriel Martinelli）   | 左翼             | 24    | 2019     |            | 600萬鎊   |
| 14    |        | （Viktor Gyökeres）      | 中鋒             | 27    | 2025     | 士砵亭     | 5,500萬鎊 |
| 19    |        | （Leandro Trossard）     | 左翼             | 30    | 2023     |            | 2,100萬鎊 |
| 20    |        | （Noni Madueke）         | 右翼             | 23    | 2025     | 車路士     | 4,800萬鎊 |
| 24    |        | （Reiss Nelson）         | 左翼／右翼       | 25    | 2017     | 青年隊     | 不適用    |
| 29    |        | （Kai Havertz）          | 中鋒／進攻中場   | 26    | 2023     | 車路士     | 6,200萬鎊 |

為球會隊長
1. ↑  租借一季(23/24)後買斷，租借費300萬鎊
2. ↑  另浮動條款400萬鎊
3. ↑  另浮動條款430萬鎊
4. ↑  另浮動條款200萬鎊
5. ↑  另浮動條款420萬鎊
6. ↑  另浮動條款400萬鎊
7. ↑  另浮動條款500萬鎊
8. ↑  另浮動條款420萬鎊
9. ↑  另浮動條款420萬鎊
10. ↑  另浮動條款500萬鎊
11. ↑  另浮動條款1,000萬鎊
12. ↑  另浮動條款850萬鎊
13. ↑  另浮動條款600萬鎊
14. ↑  另浮動條款400萬鎊
15. ↑  另浮動條款500萬鎊

### 外借球員
| 號碼             | 國籍             | 球員             | 位置             | 年齡             | 加盟年份         | 外借球會         | 外借球季         |
| 2025年夏季轉會窗 | 2025年夏季轉會窗 | 2025年夏季轉會窗 | 2025年夏季轉會窗 | 2025年夏季轉會窗 | 2025年夏季轉會窗 | 2025年夏季轉會窗 | 2025年夏季轉會窗 |
| ---------------- | ---------------- | ---------------- | ---------------- | ---------------- | ---------------- | ---------------- | ---------------- |

### 離隊球員
1. 『*』為先租出一季或半季後售出。

| 號碼             | 國籍             | 球員                          | 位置             | 年齡             | 加盟年份         | 加盟球會         | 轉會費           |
| 2025年夏季轉會窗 | 2025年夏季轉會窗 | 2025年夏季轉會窗              | 2025年夏季轉會窗 | 2025年夏季轉會窗 | 2025年夏季轉會窗 | 2025年夏季轉會窗 | 2025年夏季轉會窗 |
| ---------------- | ---------------- | ----------------------------- | ---------------- | ---------------- | ---------------- | ---------------- | ---------------- |
| 3                |                  | （Kieran Tierney）            | 左閘             | 28               | 2019             |                  | 自由轉會         |
| 5                |                  | （Thomas Partey）             | 防守中場／正中場 | 32               | 2020             | 比利亞雷阿爾     | 自由轉會         |
| 18               |                  | 富安健洋（Takehiro Tomiyasu） | 右閘／左閘／中堅 | 26               | 2021             | 自由球員         | 自由轉會         |
| 20               |                  | （Jorginho Frello）           | 防守中場／正中場 | 33               | 2023             | 法林明高         | 自由轉會         |
| 27               |                  | （Marquinhos）                | 右翼／中鋒       | 22               | 2022             | 高士路           | 255萬鎊*         |
| 28               |                  | （Nuno Tavares）              | 左閘             | 25               | 2021             | 拉素             | 420萬鎊*         |
| 30               | 英格兰           | （Raheem Sterling）           | 翼鋒             | 30               | 2024             | 車路士           | 租借歸還         |
| 32               | 巴西             | （Neto）                      | 門將             | 36               | 2024             | 伯恩茅斯         | 租借歸還         |

## 職員名單
更新日期：2025年7月11日
| 職位             | 國籍 | 姓名                                           |
| ---------------- | ---- | ---------------------------------------------- |
| 總教練           |      | 米克爾·阿特塔 (Mikel Arteta)                   |
| 助理教練         |      | 艾伯特·史杜雲堡（Albert Stuivenberg）          |
| 助理教練         |      | （Gabriel Heinze）                             |
| 助理教練         |      | 米基爾·蒙利拿（Miguel Molina）                 |
| 進攻教練         |      | 侯賽因·伊薩（Hussein Isa）                     |
| 死球教練         |      | 尼高拉斯·祖法（Nicolas Jover）                 |
| 門將教練         |      | 伊尼亞基·卡納·帕文（Iñaki Caña Pavon）         |
| 青訓主管         |      | （Per Mertesacker）                            |
| U21 教練         |      | 麥斯·撲達 (Max Porter)                         |
| U18教練          |      | 亞當·伯查爾(Adam Birchall）                    |
| 球員外借主管     |      | 大衛·麥卡勒姆(David McCallum)                  |
| 青年軍球探協調員 |      | 史蒂夫·布朗(Steve Brown）                      |
| 球探主管         |      | 占士·艾利斯(James Ellis）                      |
| 體能主管         |      | 湯·阿倫（Tom Allen）                           |
| 體能教練         |      | 山姆·威爾遜（Sam Wilson）                      |
| 醫療主管         |      | 扎夫·伊克巴爾（Zaf Iqbal）                     |
| 醫療主任         |      | 山本 孝博（Takahiro Yamamoto）                 |
| 球會醫生         |      | 弗洛倫斯·紐頓（Florence Newton）               |
| 物理治療主管     |      | 施文·梅菲(Simon Murphy）                       |
| 球會按摩治療師   |      | 馬諾埃爾·馬些路·利比路(manoel marcelo ribeiro) |
| 體育總監         |      | 安祖拉·比爾達（Andrea Berta）                  |
| 數據分析師       |      | 米哈伊爾·齊爾金 (Mikhail Zihilkin)             |
| 技術分析師       |      | 達倫·羅渣遜（Darren Rogerson）                 |
| 首席球會攝影師   |      | 斯圖爾特·麥克法蘭（Stuart MacFarlane）         |

## 球會紀錄
- 最佳射手

| 排名 | 球員                         | 進球數目 | 比賽場次 | 進球率 |
| ---- | ---------------------------- | -------- | -------- | ------ |
| 1    | 亨利（Thierry Daniel Henry） | 228      | 375      | 0.61   |
| 2    | （Ian Edward Wright）        | 185      | 288      | 0.64   |
| 3    | （Cliff Bastin）             | 178      | 396      | 0.45   |
| 4    | （John Radford）             | 149      | 481      | 0.31   |
| 5    | 德拉克（Ted Drake）          | 139      | 184      | 0.76   |
| 5    | （Jimmy Brian）              | 139      | 232      | 0.60   |
| 7    | （Doug Lishman）             | 137      | 244      | 0.56   |
| 8    | ( Robin van Persie )         | 132      | 278      | 0.47   |
| 9    | （Joe Hulme）                | 125      | 374      | 0.33   |
| 10   | （David Jack）               | 124      | 208      | 0.60   |

- 联赛最大的勝利

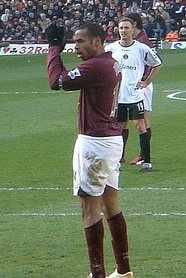
阿仙奴球會神射手亨利

  - 乙組聯賽-1900年3月12日以12比0大勝Loughborough Town

- 聯賽上陣最多的球員
  - 大衛奧拉利（David O'Leary）1975年-1993年, 共558場

- 各項賽事共上陣最多的球員
  - 大衛奧拉利（David O'Leary）共722場

- 在一季聯賽入球最多
  - 1930-1931球季首次奪取聯賽錦標, 共127球

- 一季聯賽失球最少
  - 1998-1999球季, 共17球

- 一場聯賽入球最多的球員
  - 甲組聯賽1935年12月14日對阿士東維拉, 德拉克（Ted Drake）包辦7球為阿仙奴取得7比1大勝

- 在一季入球最多的球員
  - 1934-1935年德拉克（Ted Drake）射入42球

- 最年青出賽之球員
  - 伊森·恩瓦内里（Ethan Nwaneri）15岁零181天 2022年9月18日联赛客场对布伦特福德

- 年紀最大出賽之球員
  - Jock Rutherford - 41歲零236日 1926年3月20日對曼城

- 高貝利球场最高入場人數
  - 1935年3月9日, 甲組聯賽對新特蘭, 73,295人
- 酋长球场最高入场人数
  - 2019年11月2日，英超联赛对狼队，60,383人

| #  | 賽季                  | 球會年度最佳球員         |
| -- | --------------------- | ------------------------ |
| 1  | 2005–06               | 蒂埃里·亨利              |
| 2  | 2006–07               | 薩斯克·法比加斯          |
| 3  | 2007–08               | 马蒂厄·弗拉米尼          |
| 4  | 2008–09               | 罗宾·范佩西              |
| 5  | 2009–10               | 塞斯克·法布雷加斯        |
| 6  | 2010–11               | 杰克·威尔希尔            |
| 7  | 2011–12               | 罗宾·范佩西              |
| 8  | 2012–13               | 辛迪·卡蘇拿              |
| 9  | 2013–14               | 艾朗·藍斯                |
| 10 | 2014–15               | 阿歷斯·山齊士            |
| 11 | 2015–16               | 梅苏特·厄齐尔            |
| 12 | 2016–17               | 阿歷斯·山齊士            |
| 13 | 2017–18               | 艾朗·藍斯                |
| 14 | 2018–19               | 亞歷山大·拉卡傑特        |
| 15 | 2019–20               | 皮埃爾-埃默里克·奧巴梅揚 |
| 16 | 2020–21               | 布卡約·薩卡              |
| 17 | 2021–22               | 布卡約·薩卡              |
| 18 | 2022–23               | 馬丁·奧德加特            |
| 19 | 2023–24               | 馬丁·奧德加特            |
| #  | 年份                  | 隊長                     |
| 1  | 1977–1980             | 柏·賴斯                  |
| 2  | 1980–1983             | David O'Leary            |
| 3  | 1983–1986             | Graham Rix               |
| 4  | 1986–1988             | Kenny Sansom             |
| 5  | 1988年1月—2002年5月   | 托尼·亚当斯              |
| 6  | 2002年5月—2005年7月   | 帕特里克·维埃拉          |
| 7  | 2005年7月—2007年6月   | 蒂埃里·亨利              |
| 8  | 2007年6月—2008年11月  | 威廉·加拉斯              |
| 9  | 2008年11月—2011年8月  | 薩斯克·法比加斯          |
| 10 | 2011年8月—2012年8月   | 罗宾·范佩西              |
| 11 | 2012年8月—2014年8月   | 托马斯·维尔马伦          |
| 12 | 2014年8月—2016年5月   | 米克尔·阿尔特塔          |
| 13 | 2016年5月—2018年5月   | 佩尔·默特萨克            |
| 14 | 2018年5月—2019年8月   | 羅倫·哥斯尼              |
| 15 | 2019年8月—2019年11月  |                          |
| 16 | 2019年11月—2021年12月 | 皮埃尔-埃默里克·奥巴梅扬 |
| 17 | 2022年2月—2022年6月   |                          |
| 18 | 2022年7月—            |                          |

## 著名球員
只記錄聯賽及歐洲賽出場數多於50
1970年代
- 大卫·奥莱利（David O'Leary，1975-93）

1980年代
- （Tony Adams，1983-2002）
- （Martin Keown，1985-86，1993-2004）
- （Alan Smith，1987-95）
- （Kevin Campbell，1988-95）
- （Steve Bould，1988-99）

1990年代
- （Anders Limpar，1990-94）
- （David Hillier，1990-96）
- 林尼根（英语：Andrew Linighan）（Andy Linighan，1990-96）
- （David Seaman，1990-2003）
- （Ian Wright，1991-98）
- （John Jensen，1992-96）
- （Ray Parlour，1992-2004）
- （David Platt，1995-98）
- （Dennis Bergkamp，1995-2006）
- （Patrick Vieira，1996-2005）
- （Nicolas Anelka，1997-99）
- （Emmanuel Petit，1997-2000）
- （Marc Overmars，1997-2000）
- （Gilles Grimandi，1997-2002）
- （Freddie Ljungberg，1998-2007）
- （Sylvinho，1999-2001）
- 盧日內（Oleh Luzhnyi，1999-2003）
- （Nwankwo Kanu，1999-2004）
- （Ashley Cole，1999-2006）
- 亨利（Thierry Henry，1999-07，2012）

2000年代
- （Sylvain Wiltord，2000-04）
- （Robert Pires，2000-06）
- （Lauren，2000-07）
- （Van Bronckhorst，2001-03）
- （Edu，2001-05）
- （Sol Campbell，2001-06，2010）
- （Gilberto Silva，2002-08）
- （Kolo Touré，2002-09）
- （Jens Lehmann，2003-08，2011）
- （Philippe Senderos，2003-10）
- （Gaël Clichy，2003-11）
- （Cesc Fàbregas，2003-11）
- （José Antonio Reyes，2004-06）
- （Mathieu Flamini，2004-08，13-16）
- （Robin van Persie，2004-12）
- （Manuel Almunia，2004-12）
- （Johan Djourou，2004-14）
- （Alexander Hleb，2005-08）
- （Emmanuel Eboué，2005-11）
- （Alex Song，2005-12）
- （Nicklas Bendtner，2005-14）
- （Emmanuel Adebayor，2006-09）
- （William Gallas，2006-10）
- （Denílson，2006-13）
- （Abou Diaby，2006-15）
- （Tomáš Rosický，2006-16）
- （Theo Walcott，2006-18）
- （Eduardo Silva，2007-10）
- （Bacary Sagna，2007-14）
- （Kieran Gibbs，2007-17）
- （Samir Nasri，2008-11）
- （Jack Wilshere，2008-18）
- （Francis Coquelin，2008-18）
- （Aaron Ramsey，2008-19）
- （Andrey Arshavin，2009-13）
- （Thomas Vermaelen，2009-14）
- （Wojciech Szczęsny，2009-17）

2010年代
- （Laurent Koscielny，2010-19）
- 阿特塔（Mikel Arteta，2011-16）
- （Alex Oxlade-Chamberlain，2011-17）
- （Per Mertesacker，2011-18）
- （Olivier Giroud，2012-18）
- （Santi Cazorla，2012-18）
- （Nacho Monreal，2013-19）
- （Mesut Özil，2013-21）
- （Héctor Bellerín，2013-21）
- （Alexis Sánchez，2014-18）
- 韋碧克（Danny Welbeck，2014-19）
- （Calum Chambers，2014-22）
- （Ainsley Maitland-Niles，2014-23）
- （Petr Čech，2015-19）
- （Alex Iwobi，2015-19）
- （Shkodran Mustafi，2016-21）
- （Rob Holding，2016-23）
- （Granit Xhaka，2016-23）
- （Mohamed Elneny，2006-24）
- （Sead Kolašinac，2017-22）
- （Alexandre Lacazette，2017-22）
- 尼基迪亞（Eddie Nketiah，2017-24）
- （Bukayo Saka，2018-）
- （Pierre-Emerick Aubameyang，2018-22）
- （Bernd Leno，2018-22）
- （Emile Smith Rowe，2018-24）
- （Gabriel Martinelli，2019-）
- （Kieran Tierney，2019-25）
- （Nicolas Pépé，2019-23）

2020年代
- （Gabriel Magalhães，2020-）
- （Thomas Partey，2020-25）
- （Benjamin White，2021-）
- 奧德加特（Martin Ødegaard，2021-）
- （William Saliba，2022-）